# Leon Cieśla
Leon Cieśla (ur. 30 grudnia 1912 w Komornej, zm. w 1945 w Groß-Rosen) – działacz ruchu ludowego, żołnierz Batalionów Chłopskich, komendant obwodów Iłża, Miechów i Sandomierz, zamordowany w niemieckim obozie Groß-Rosen.

## Życiorys
Najmłodszy syn Marcina i Anny. W latach 1926–1933 był uczniem Gimnazjum w Sandomierzu, które ukończył z wyróżnieniem. Następnie studiował prawo na Uniwersytecie Warszawskim. Ponadto udzielał korepetycji oraz pracował w kancelarii adwokackiej Bolesława Babskiego. Był członkiem Koła Akademickiego Związku Młodzieży Wiejskiej i Polskiej Akademickiej Młodzieży Ludowej. W latach 1933–1935 rezerwista Wojska Polskiego, służył w pułku artylerii lekkiej we Włodzimierzu Wołyńskim; tam też ukończył szkołę podchorążych.
Uczestniczył w kampanii wrześniowej. Był współorganizatorem, a także komendantem Rejonu „Południe” Związku Walki Zbrojnej w powiecie opatowskim. W 1941 roku przeszedł do Batalionów Chłopskich. Początkowo był oficerem dyspozycyjnym komendy III Okręgu Kielce, później zaś piastował funkcję komendanta obwodu Iłża i obwodu Miechów. W sierpniu 1942 roku został komendantem obwodu Sandomierz. Zajmował się pomocą dla osób prześladowanych przez okupanta, współorganizował także tajne nauczanie. Z jego rozkazu powstały co najmniej cztery oddziały specjalne. Został aresztowany 7 marca 1944 w Sandomierzu przez funkcjonariuszy gestapo. Przebywał następnie w więzieniu w Kielcach i obozie koncentracyjnym Groß-Rosen, gdzie został zamordowany (1945).
Pośmiertnie odznaczony Orderem Virtuti Militari i Krzyżem Walecznych. Jedna z ulic w Sandomierzu została po II wojnie światowej nazwana jego nazwiskiem.